# Xanthopimpla curvimaculata
Xanthopimpla curvimaculata är en stekelart som först beskrevs av Cameron 1899.  Xanthopimpla curvimaculata ingår i släktet Xanthopimpla och familjen brokparasitsteklar. Utöver nominatformen finns också underarten X. c. pendleburyi.